# José Luis Pardo Cuerdo
José Luis Pardo Cuerdo (Segovia, 1967) es un diplomático español. Es Embajador de España en Malasia (desde 2022) con concurrencia en Brunéi.

## Carrera diplomática
Nació en Segovia. Tras licenciarse en Derecho en la Universidad de Salamanca, realizar un máster de Altos Estudios Jurídicos Comunitarios en el Colegio de Europa y graduarse en Historia del Arte, ingresó en la Escuela Diplomática (1993), siendo el número uno de su promoción. Habla cinco idiomas.
Comenzó su carrera diplomática como consejero en la Organización para la Seguridad y la Cooperación en Europa - OCSE (1994), y en el Consejo de Europa (1995). Posteriormente fue destinado a las Embajadas de España en Libia (1996-1999); Jordania (1999-2002), y República Federal de Alemania (2002-2005). 
De regreso a Madrid, al Ministerio de Asuntos Exteriores, Unión Europea y Cooperación (MAEUEC) fue consejero de Políticas Euromediterráneas en la Dirección General de Relaciones Institucionales, Económicas y Comerciales de la Secretaría de Estado para la Unión Europea (2005-2007), donde también fue subdirector general de Relaciones Exteriores y Comerciales de la Unión Europea (2007-2014).
Ha sido embajador de España en la República del Níger (2014-2017); y embajador en Misión Especial para Asuntos Migratorios (2017-2022).
Fue nombrado Embajador de España en Malasia (2022).